# 天知茂
天知茂（1931年3月4日－1985年7月27日）是日本的男電影演員，電視劇演員、歌手。
是旗本水野成之（十郎左衛門）的子孫，藝名由來為導演天知俊一與投手杉下茂姓名合併而來。是提拔宮口二郎、奥田瑛二、宅麻伸等知名演員的一位重要人物，知名角色扮演有『眠狂四郎無賴劍』與眠狂四郎對戰的愛染、名偵探明智小五郎等。

## 生平
東邦商業學校（現為東邦高等學校）畢業後，1949年加入松竹。成為大部屋的演員群之一，兩年後被解雇。
1951年加入新東寶，成為該公司第一批演員群。和左幸子、久保菜穗子、高島忠夫、三原葉子等人共同在新東寳參與演藝，在新東寳這段期間對於演技功力有很大的提升，在中川信夫導演作品『東海道四谷怪談』飾演民谷伊右衛門，受到許多觀眾的注目，直到1961年新東寳倒閉。
1961年和大映有合作過數次合約，並且時常主演時代劇，一直到1971年大映倒閉時都還很活躍。在這期間的作品例如像1962年三隅研次作品『座頭市物語』的平手造酒。
還有1966年『眠狂四郎無賴劍』的愛染等等經典反派角色，其演技就連《眠狂四郎》原作者柴田鍊三郎也都快分不清市川雷藏和天知茂哪一位才是主角了。
1964年和鶴田浩二在東映也有許多拍攝任俠電影的合作經歷，1968年受三島由紀夫之託，和美輪明宏主演舞台劇『黑蜥蜴』（原作為江戸川亂步）飾演明智小五郎，名聲更是高漲了起來。
1985年7月27日，因蛛網膜下腔出血，在涉谷區的日赤醫療中心送醫搶救，仍然不治，享年54歲。

## 重要電影作品
- 歌の山脈（1952年）
- 戰艦呂字號（日语）（1954年）
- 神州天馬侠（1955年）
- 飛碟恐怖襲擊（1956年）
- 桂小五郎と近藤勇 龍虎の決戦 （1957年）
- 明治天皇與日俄戰爭 （1957年）
- 憲兵與幽靈（日语）（1958年）
- 白線秘密地帯（1958年）
- 女王蜂發怒（1958年）
- 女吸血鬼（日语）（1959年）
- 無警察（1959年）
- 東海道四谷怪談（日语）（1959年）
- 太平洋戰爭 神秘戰艦陸奥（1960年）
- 黄線地帶 （1960年）
- 地獄 (電影)（日语）（1960年）
- 女王蜂と大学の竜（1960年）
- 女王蜂の復讐（1961年）
- 火線地帯（1961年）
- 座頭市物語（1962年）
- 斬（1962年）
- 青葉城之鬼（1962年）
- 賭注之劍（1962年）
- 拔打鴉（1962年）
- 新選組始末記（1963年）
- 忍者續集（1963年）
- 第三位影武者（1963年）
- 江戸無情（1963年）
- 博徒（1964年）
- 龍虎一代（1964年）
- 顔役（1965年）
- 主水之介三番勝負（1965年）
- 獣の剣（1965年）
- 黑幕（1965年）
- 眠狂四郎無賴劍（1966年）
- 聽見座頭市之歌（1966年）
- 東京博徒（1967年）
- 男の勝負 仁王の刺青（1967年）
- あゝ同期の桜（1967年）
- 女賭博師 花の切り札（1969年）
- 君は海を見たか（1971年）
- 昭和おんな博徒（1972年）
- 白晝的死角（1979年）
- 二百三高地（1980年）
- 修羅の群れ（1984年）
- 狼男とサムライ（1984年）

## 電視劇作品
- 砂の器（1962年，TBS）
- 江戸の牙（1979-1980年，ANB）
- 江户川亂步的美女系列 （1977 - 1985年）- 明智小五郎
- 地獄の左門十手無頼帖（1982 - 1984年）
- 大奧 （1983）

## 舞台劇
- 《黑蜥蜴》- 明智小五郎

## 外部連結
- 天知 茂 - wiki（页面存档备份，存于）
- 土曜ワイドドラマ／天知茂の《美女シリーズ》
- 天知茂 - goo 映画